# Adaptação às alterações climáticas
A adaptação às alterações climáticas é o processo de ajuste aos efeitos atuais ou esperados das alterações climáticas. É uma das formas de responder às alterações climáticas, juntamente com a mitigação. Para os humanos, a adaptação visa moderar ou evitar danos e explorar oportunidades; para sistemas naturais, os humanos podem intervir para ajudar no ajuste. As ações de adaptação podem ser incrementais (ações em que o objetivo central é manter a essência e integridade de um sistema) ou transformadoras (ações que alteram os atributos fundamentais de um sistema em resposta às alterações climáticas e os seus impactos). A necessidade de adaptação varia de lugar para lugar, dependendo da sensibilidade e vulnerabilidade aos impactos ambientais.
As ações de adaptação podem ser agrupadas em três categorias: Adaptação estrutural e física (pode ser agrupada em engenharia e ambiente construído, tecnologia, serviços baseados em ecossistemas); Adaptação social (educacional, informacional, comportamental); e Adaptação institucional (organizações económicas, leis e regulamentos, políticas e programas governamentais).:845
A adaptação é especialmente importante nos países em desenvolvimento, uma vez que esses países são mais vulneráveis às alterações climáticas e estão a sofrer o impacto dos efeitos das alterações climáticas. A capacidade de adaptação humana é distribuída de forma desigual em diferentes regiões e populações, e os países em desenvolvimento geralmente têm menos capacidade de adaptação. A capacidade adaptativa está intimamente ligada ao desenvolvimento social e económico.
Em geral, níveis mais altos de desenvolvimento significam maior capacidade de adaptação, mas algum desenvolvimento prende as pessoas a certos padrões ou comportamentos. E as áreas mais desenvolvidas podem ter baixa capacidade de adaptação a novos tipos de riscos naturais, não experienciados anteriormente, em relação a riscos naturais mais familiares. Os custos económicos da adaptação às alterações climáticas provavelmente custarão milhares de milhões de dólares anualmente nas próximas décadas.

## Definição
No Sexto Relatório de Avaliação do IPCC em 2022, a adaptação ao clima foi definida como “o processo de ajuste ao clima real ou esperado e aos seus efeitos para moderar danos ou aproveitar oportunidades benéficas”, em sistemas humanos. Em sistemas naturais, por outro lado, a adaptação é "o processo de ajuste ao clima real e aos seus efeitos"; a intervenção humana pode facilitar isso.:SPM-5

## Finalidades

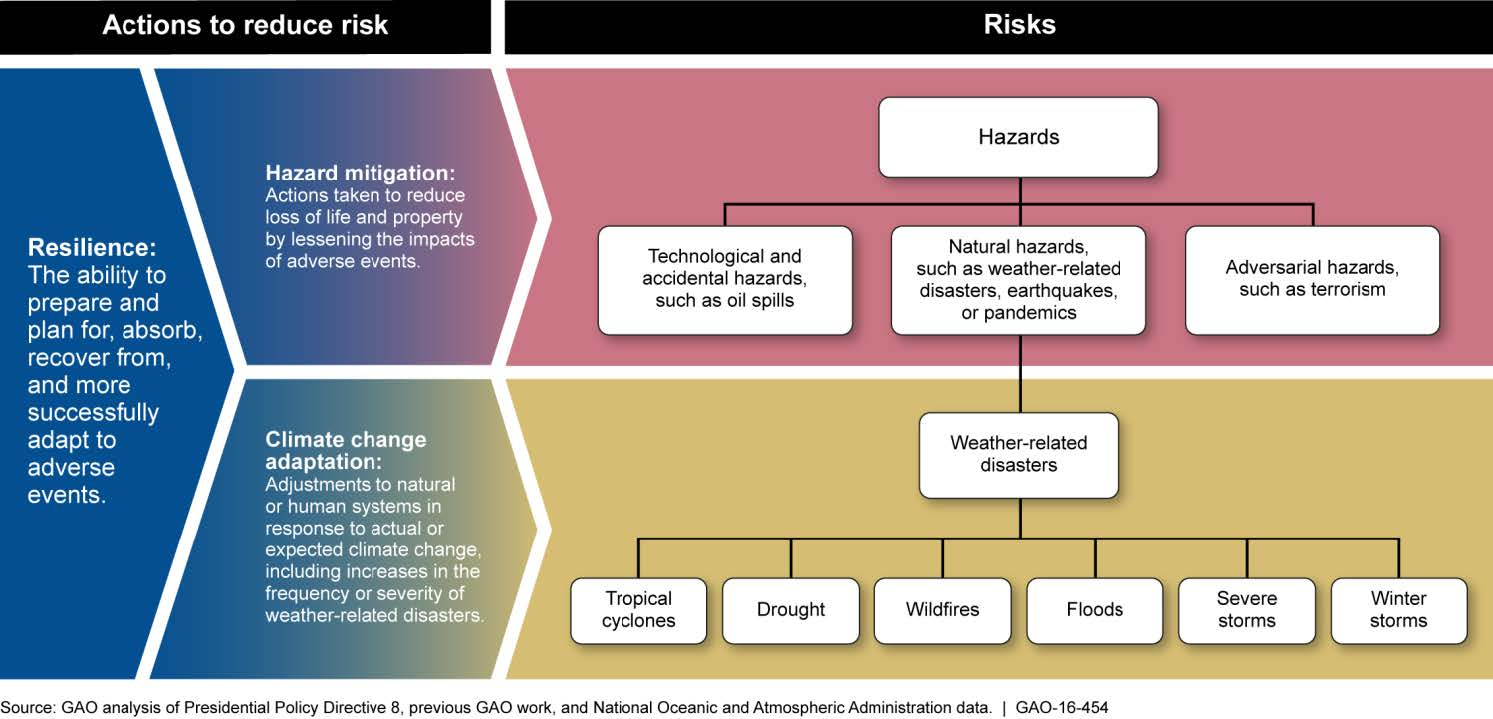
Diagrama explicando as relações entre risco, mitigação de perigos, resiliência e adaptação

### Resposta aos efeitos das alterações climáticas
O Acordo de Paris de 2015 exige que os países mantenham o aumento da temperatura global neste século em menos de 2°C acima dos níveis pré-industriais e prossigam os esforços para limitar o aumento da temperatura a 1,5°C. Mesmo que as emissões sejam interrompidas relativamente em breve, o aquecimento global e os seus efeitos durarão muitos anos devido à inércia do sistema climático, portanto, tanto a neutralidade de carbono quanto a adaptação são necessárias.
Os efeitos projetados para o meio ambiente e para a civilização são numerosos e variados. O principal efeito é o aumento da temperatura média global. Desde 2013 a temperatura média da superfície pode aumentar em mais 0,3 a 4,8ºC  até o final do século. Isso está a causar uma variedade de efeitos secundários onde, em muitos casos, a extensão da mudança é incerta. Os mais importantes são as mudanças nos padrões de precipitação, a subida do nível do mar, os padrões alterados da agricultura, o aumento dos eventos meteorológicos extremos, a expansão da gama de doenças tropicais e a abertura de novas rotas comerciais marítimas. As alterações climáticas também terão efeitos sociais multifacetados, incluindo desigualdade (desigualdade social), pobreza e aumento da carga sobre as mulheres como principais provedoras de alimentos e cuidados para as famílias. No entanto, os efeitos sociais, como o aumento da migração e conflitos por recursos como água e terra, geralmente são difíceis de atribuir às alterações climáticas como o único ou principal fator de mudança.
Efeitos biofísicos potenciais incluem subida do nível do mar de 110 a 770mm entre 1990 e 2100, repercussões na agricultura, possível desaceleração da circulação termoalina, reduções na camada de ozono, aumento da intensidade e frequência de eventos meteorológicos extremos, diminuição do pH do oceano e a disseminação de doenças tropicais como a malária e dengue.

### Reduzir os fatores de risco
A adaptação pode ajudar a diminuir o risco climático através dos três fatores de risco: perigos, vulnerabilidade e exposição. Os impactos dos perigos climáticos (tipicamente perigos naturais) podem ser reduzidos com a ajuda da adaptação baseada no ecossistema . Por exemplo, as inundações podem ser evitadas se os manguezais tiverem a capacidade de amortecer a energia das tempestades. Assim, a proteção do ecossistema de mangue pode ser uma forma de adaptação. A diversificação de seguros e meios de subsistência aumenta a resiliência e diminui a vulnerabilidade. Outras ações para diminuir a vulnerabilidade incluem o fortalecimento da proteção social e a construção de infraestruturas mais resistentes aos perigos. A exposição pode ser diminuída afastando-se de áreas com altos riscos climáticos, como planícies aluviais, e melhorando os sistemas de alerta precoce e evacuações.

## Categorias de ações de adaptação
As ações de adaptação podem ser agrupadas em três categorias::845
1. Adaptação estrutural e física (pode ser agrupada em engenharia e ambiente construído, tecnologia, serviços baseados em ecossistemas);
2. Adaptação social (educacional, informacional, comportamental);
3. Adaptação institucional (organizações económicas, leis e regulamentos, políticas e programas governamentais).

## Opções de adaptação estrutural e física

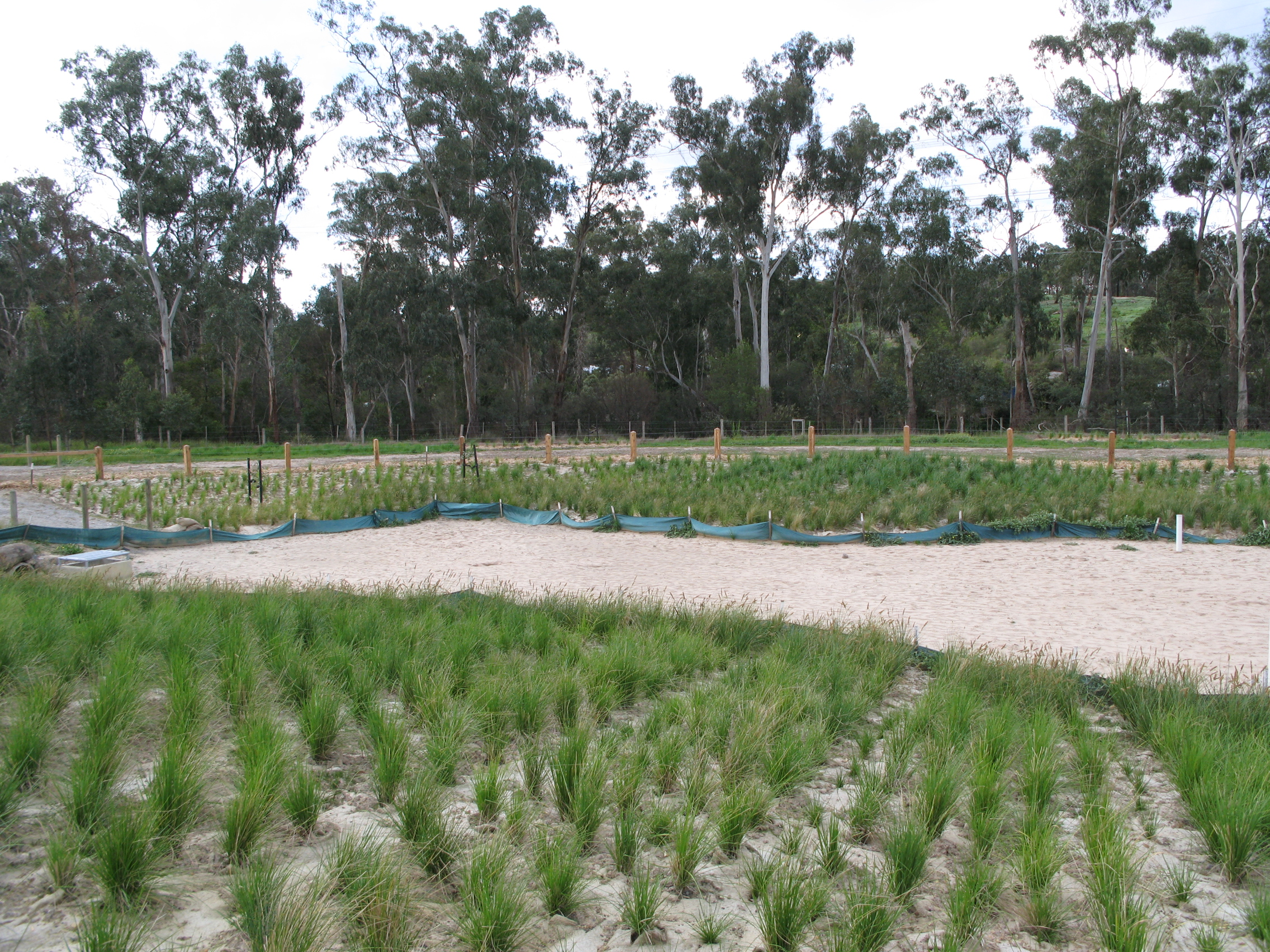
Recuperação de áreas húmidas na Austrália

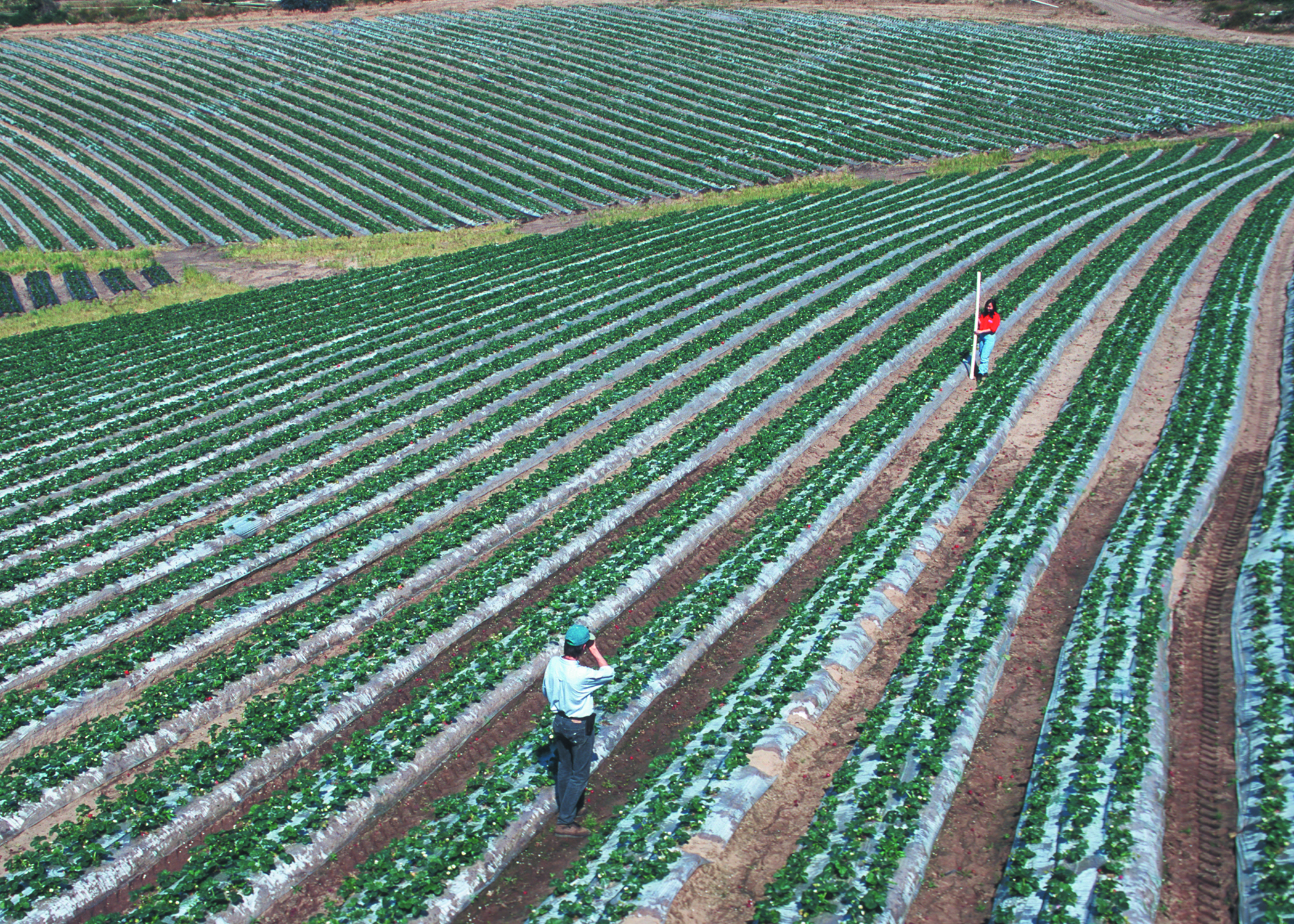
Verificando os contornos nos campos de morango do Condado de Monterey, Estados Unidos

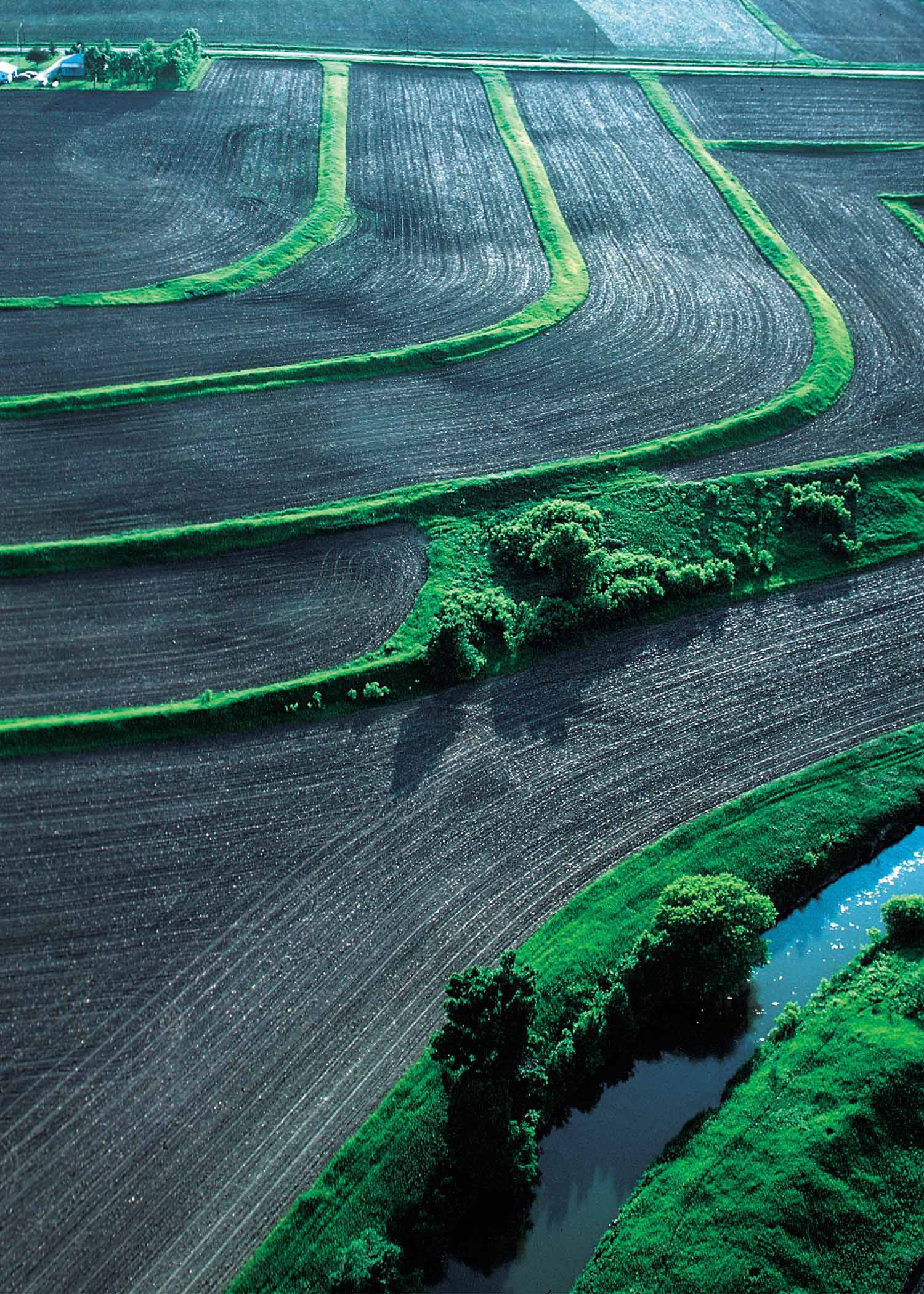
Socalcos, lavoura de conservação e tampões de conservação economizam solo e melhoram a qualidade da água nesta quinta no condado de Woodbury, no noroeste do Iowa, Estados Unidos da América

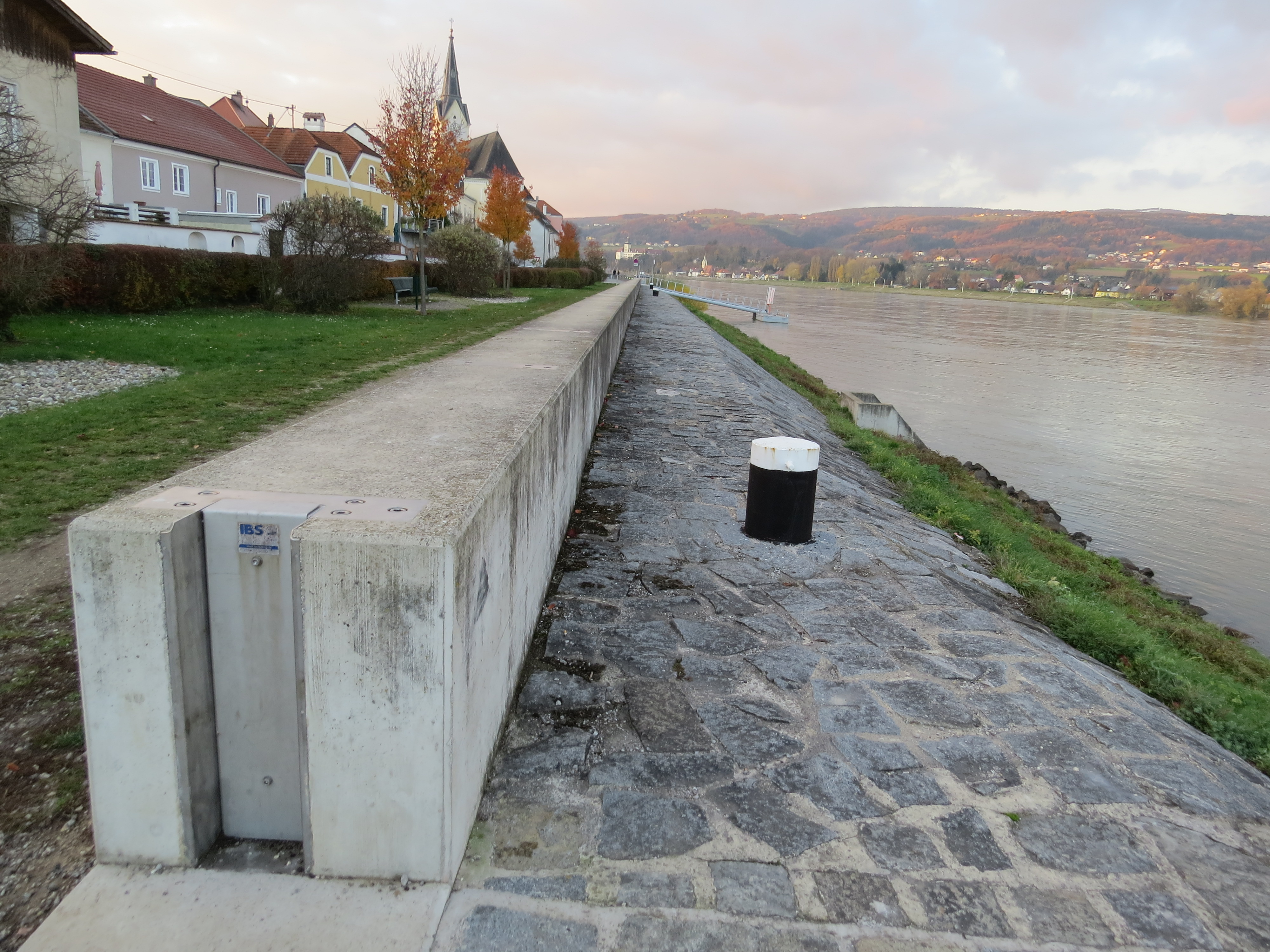
Proteção contra inundações para a cidade de Ybbs ao longo do rio Donau

### Proteção contra inundações e subida do nível do mar
Existe uma grande variedade de opções de adaptação para inundações:
- Instalação de tecnologias e materiais protetores e/ou resilientes em propriedades propensas a inundações[20]
- Armazenamento de água da chuva para lidar com chuvas de inundação mais frequentes – Mudar para pavimentos permeáveis à água, adicionar vegetação tampão de água, adicionar tanques de armazenamento subterrâneos, subsidiar barris de chuva domésticos[21]
- Reduzir as áreas pavimentadas para lidar com a água da chuva e o calor[22]
- Exigir que as propriedades à beira-mar tenham fundações mais altas[23]
- Elevando bombas em estações de tratamento de águas residuais[23]
- Fazer o levantamento de vulnerabilidades locais, consciencializar o público e criar ferramentas de planeamento específicas para alterações climáticas, como mapas de inundações futuras[23][24][25]
- Instalação de dispositivos para evitar o refluxo da água do mar para as sarjetas[23]
- Instalação de melhores defesas contra inundações, como paredões e aumento da capacidade de bombeamento[26]
- Compra de imóveis em áreas propensas a inundações[27]
- Elevação do nível da rua para evitar inundações[26]
- As inundações podem ser evitadas usando e protegendo os manguezais[28]

Lidar com chuvas mais frequentes pode exigir o aumento da capacidade dos sistemas de águas pluviais e a separação das águas pluviais das águas negras, para que os transbordamentos nos períodos de pico não contaminem os rios. Um exemplo é o túnel SMART em Kuala Lumpur.
A cidade de Nova Iorque produziu um relatório abrangente para a sua iniciativa de Reconstrução e Resiliência após o furacão Sandy. Os seus esforços incluem não apenas tornar os edifícios menos propensos a inundações, mas também tomar medidas para reduzir a recorrência de problemas específicos encontrados durante e após a tempestade: falta de combustível por semanas, mesmo em áreas não afetadas, devido a problemas legais e de transporte, instalações de saúde inundadas, aumentos de prémios de seguros, danos à geração de eletricidade e vapor, além de redes de distribuição, e alagamentos de túneis de metropolitano e rodoviários.

#### Recuar, acomodar e proteger
As opções de adaptação à subida do nível do mar podem ser amplamente classificadas em recuar, acomodar e proteger. A retirada envolve a movimentação de pessoas e infraestrutura para áreas menos expostas e a prevenção de um maior desenvolvimento em áreas de risco. Esse tipo de adaptação é potencialmente disruptivo, pois o deslocamento de pessoas pode gerar tensões. As opções de acomodação tornam as sociedades mais flexíveis à subida do nível do mar. Exemplos são o cultivo de culturas alimentares que toleram um alto teor de sal no solo e a criação de novos padrões de construção que exigem que os edifícios sejam construídos mais altos e incorram em menos danos no caso de ocorrer uma inundação. Finalmente, as áreas podem ser protegidas pela construção de barragens, diques e melhorando as defesas naturais. Nos Estados Unidos, a Agência de Proteção Ambiental apoia o desenvolvimento e a manutenção da infraestrutura de abastecimento de água em todo o país, especialmente em cidades costeiras, e mais cidades e países costeiros estão a implementar ativamente essa abordagem. Além disso, tempestades e inundações podem ser instantâneas e devastadoras para as cidades, e algumas áreas costeiras começaram a investir em válvulas de águas pluviais para lidar com inundações mais frequentes e severas durante as marés altas.

#### Criando barragens em lagos glaciais
As inundações de explosões de lagos glaciais podem-se tornar uma preocupação maior devido ao recuo dos glaciares, deixando para trás numerosos lagos que são represados por barragens de morenas terminais muitas vezes fracas. No passado, o rompimento repentino dessas barragens resultou em danos materiais localizados, ferimentos e mortes. Lagos glaciais em risco de estourar podem ter as suas morenas substituídas por barragens de betão (que também podem fornecer energia hidroelétrica).

### Agricultura
Um efeito significativo das alterações climáticas globais é a alteração dos padrões globais de chuva, com certos efeitos na agricultura. A agricultura de sequeiro constitui 80% da agricultura global. Muitos dos 852 milhões de pessoas pobres do mundo vivem em partes da Ásia e da África que dependem das chuvas para cultivar alimentos. As alterações climáticas modificarão a precipitação, a evaporação, o escoamento e o armazenamento de humidade do solo. A seca prolongada pode causar o fracasso de quintas pequenas e marginais com consequente perturbação económica, política e social, mais do que isso ocorre atualmente.
A agricultura de qualquer tipo é fortemente influenciada pela disponibilidade de água. Mudanças na precipitação sazonal total ou no seu padrão de variabilidade são importantes. A ocorrência de stresse hídrico durante a floração, polinização e enchimento de grãos é prejudicial para a maioria das culturas e particularmente para o milho, a soja e o trigo. O aumento da evaporação do solo e a transpiração acelerada nas próprias plantas causarão stresse hídrico.
As ideias adaptáveis incluem:
- Aproveitar os sistemas globais de transporte para entregar alimentos excedentes para onde são necessários[36] (embora isso não ajude os agricultores de subsistência, a menos que seja dada ajuda).
- Desenvolvimento de variedades de culturas com maior tolerância à seca.[37]
- Armazenamento de água da chuva. Por exemplo, de acordo com o Instituto Internacional de Gestão da Água, o uso de pequenas bacias de plantio para 'colheita' de água no Zimbabué demonstrou aumentar os rendimentos do milho, quer a chuva seja abundante ou escassa. E no Níger, eles levaram a um aumento de três ou quatro vezes nos rendimentos de milheto.[38]
- Recuando das colheitas para frutas silvestres comestíveis, raízes e folhas. A promoção do crescimento das florestas pode fornecer esses suprimentos alimentares de reserva e também a conservação das bacias hidrográficas, o sequestro de carbono e o valor estético.

As alterações climáticas podem ameaçar a segurança alimentar e a segurança hídrica. Os sistemas alimentares podem ser adaptados para aumentar a segurança alimentar e prevenir futuros impactos negativos das alterações climáticas.

#### Mais gastos com irrigação
A procura por água para irrigação deverá aumentar num clima mais quente, aumentando a competição entre a agricultura – já a maior consumidora de recursos hídricos em regiões semi-áridas – e utilizadores urbanos e industriais. A queda dos lençóis freáticos e o consequente aumento da energia necessária para bombear a água tornarão a prática de irrigação mais cara, principalmente quando com condições mais secas será necessária mais água por hectare. Outras estratégias serão necessárias para fazer o uso mais eficiente dos recursos hídricos. Por exemplo, o Instituto Internacional de Gestão da Água sugeriu cinco estratégias que podem ajudar a Ásia a alimentar a sua crescente população à luz das alterações climáticas. São eles: Modernizar os esquemas de irrigação existentes para se adequarem aos métodos modernos de agricultura; apoiar os esforços dos agricultores para encontrar o seu próprio abastecimento de água, aproveitando as águas subterrâneas de forma sustentável; Olhando para além dos esquemas convencionais de "Gestão Participativa da Irrigação", envolvendo o setor privado; Ampliação da capacidade e do conhecimento; Investir fora do setor de irrigação.

### Proteção contra ondas de calor e calor extremo

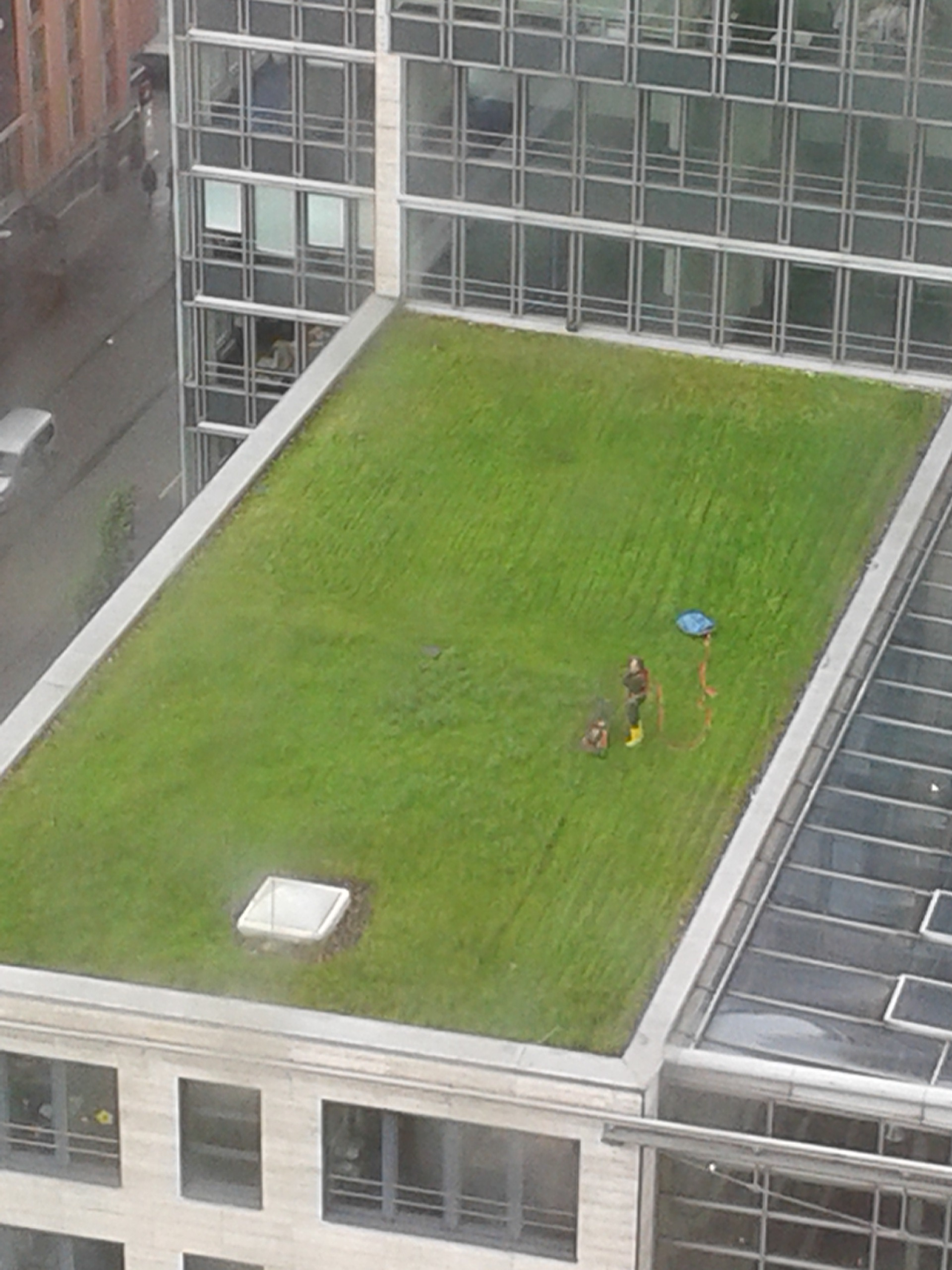
Telhado verde

Um estudo de 2020 projeta que regiões habitadas por um terço da população humana podem-se tornar tão quentes quanto as partes mais quentes do Saara dentro de 50 anos sem uma mudança nos padrões de crescimento populacional e sem migração, a menos que as emissões de gases de efeito estufa sejam substancialmente reduzidas a um limite de 1,5°C de aquecimento. As regiões mais afetadas têm pouca capacidade adaptativa (dados de 2020).
Os projetos de adaptação ou redução do calor incluem:
- Incentivar telhados de cores mais claras e pintura de casas para reduzir o efeito de ilha de calor e usar arrefecimento radiante[44]
  - Formulações de tintas específicas que refletem até 98,1% da luz solar podem ser usadas[45][46]
- Mudando para variedades de árvores tolerantes ao calor[47][48]
- Adicionando telhados verdes para lidar com a água da chuva e o calor[47]
- O uso e desenvolvimento de sistemas de ar condicionado e refrigeração
  - A adição de ar condicionado em escolas públicas[47] proporciona um local de trabalho mais fresco, mas pode resultar em maior procura de energia e emissões de gases de efeito estufa, a menos que a energia solar seja usada.
- Sistemas de refrigeração passiva de energia solar para casas e/ou refrigeração
  - Em alguns casos, projetos de custo relativamente baixo, não usam componentes elétricos, são off-grid e armazenam quimicamente a energia solar para uso sob procura[49][50]

### Baseada em ecossistema
Os ecossistemas adaptam-se ao aquecimento global dependendo da sua resiliência às alterações climáticas. Os humanos podem ajudar na adaptação dos ecossistemas para a biodiversidade. As possíveis respostas incluem aumentar a conectividade entre os ecossistemas para que as espécies possam migrar por conta própria para condições climáticas mais favoráveis e auxiliar a sua migração por meio do transporte humano de plantas ou animais. A proteção e restauração de áreas naturais e seminaturais também ajudam a construir resiliência, facilitando a adaptação dos ecossistemas.
Muitas das ações que promovem a adaptação nos ecossistemas também ajudam os seres humanos a adaptarem-se por meio de adaptação baseada em ecossistema e soluções baseadas na natureza. Por exemplo, a restauração de regimes naturais de fogo torna os incêndios catastróficos menos prováveis e reduz a exposição humana a esse perigo. Dar mais espaço aos rios permite o armazenamento de mais água no sistema natural, tornando menos prováveis as inundações em áreas habitadas. A provisão de espaços verdes e o plantio de árvores criam sombra para o gado. Há um compromisso entre a produção agrícola e a restauração de ecossistemas em algumas áreas.
Além disso, os humanos podem ajudar os ecossistemas a adaptarem-se e tornarem-se mais resilientes contra as alterações climáticas e seus impactos. Por exemplo, a investigação e o desenvolvimento científicos podem ser usados para ajudar os recifes de coral a sobreviverem às alterações climáticas.

#### Reflorestamento

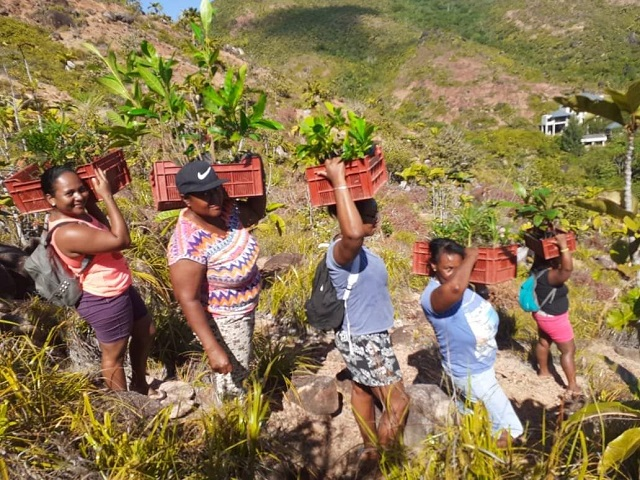
Atividades de reflorestamento em Praslin, Seychelles

O reflorestamento é uma das formas de deter a desertificação alimentada pelas alterações climáticas antropogénicas e pelo uso não sustentável da terra. Um dos projetos mais importantes é a Grande Muralha Verde que deverá impedir a expansão do deserto do Saara para o sul. Em 2018, apenas 15% deste projeto estava realizado, mas já existem muitos efeitos positivos, que incluem: "Mais de 12 milhões de acres (5 milhões de hectares) de terras degradadas foram restaurados na Nigéria; cerca de 30 milhões de acres de árvores resistentes à seca foram plantadas em todo o Senegal; e 37 milhões de acres de terra foram restaurados na Etiópia – só para citar alguns dos estados envolvidos”. "Muitos poços de água subterrânea [foram] reabastecidos com água potável, cidades rurais com suprimentos adicionais de alimentos e novas fontes de trabalho e rendimento para os moradores, graças à necessidade de manutenção das árvores".

### Resposta e preparação para desastres
Como as alterações climáticas são projetadas para aumentar a frequência e a gravidade de eventos climáticos extremos e desastres, a adaptação também pode incluir medidas para aumentar a preparação e as capacidades relevantes de resposta a desastres.

## Opções de adaptação social

### Melhorando a capacidade adaptativa
A capacidade adaptativa é a capacidade de um sistema (humano, natural ou gerenciado) de se ajustar às alterações climáticas (incluindo variabilidade climática e extremos) para moderar danos potenciais, aproveitar oportunidades ou lidar com as consequências. Como propriedade, a capacidade adaptativa é distinta da própria adaptação. Aquelas sociedades que podem responder às mudanças com rapidez e sucesso têm uma alta capacidade de adaptação. Alta capacidade adaptativa não se traduz necessariamente em adaptação bem-sucedida. Por exemplo, a capacidade adaptativa na Europa Ocidental é geralmente considerada alta, e os riscos de invernos mais quentes aumentarem a variedade de doenças do gado estão bem documentados, mas muitas partes da Europa ainda foram gravemente afetadas por surtos do vírus da língua azul na pecuária em 2007. A capacidade adaptativa pode incluir a capacidade de produzir, implantar amplamente e desenvolver tecnologias de arrefecimento eficientes e sustentáveis para proteger as populações contra temperaturas elevadas.
Alterações climáticas não mitigadas (ou seja, alterações climáticas futuras sem esforços para limitar as emissões de gases de efeito estufa) provavelmente excederiam, a longo prazo, a capacidade de adaptação dos sistemas naturais, geridos e humanos.
Verificou-se que os esforços para aumentar a capacidade de adaptação podem ajudar a reduzir a vulnerabilidade às alterações climáticas. Em muitos casos, as atividades para promover o desenvolvimento sustentável também podem atuar para aumentar a capacidade de adaptação das pessoas às alterações climáticas. Essas atividades podem incluir: Melhorar o acesso aos recursos, reduzir a pobreza, diminuir as desigualdades de recursos e riqueza entre grupos, melhorar a educação e a informação, melhorar a infraestrutura, melhorar a capacidade e eficiência institucional, promover práticas, conhecimentos e experiências indígenas locais.
Outros sugeriram que certas formas de desigualdade de género deveriam ser abordadas ao mesmo tempo; por exemplo, as mulheres podem ter participação na tomada de decisões ou ser restringidas por níveis mais baixos de educação.
Investigadores do Overseas Development Institute descobriram que as intervenções de desenvolvimento para aumentar a capacidade de adaptação tendem a não resultar em aumento da agência para a população local. Eles argumentam que isso deve desempenhar um papel mais proeminente no planeamento de intervenções futuras porque a agência é um fator central em todos os outros aspetos da capacidade adaptativa. A posse de ativos e a capacidade de converter esses recursos por meio de processos institucionais e de mercado são fundamentais para a agência.

### Migração

#### De humanos

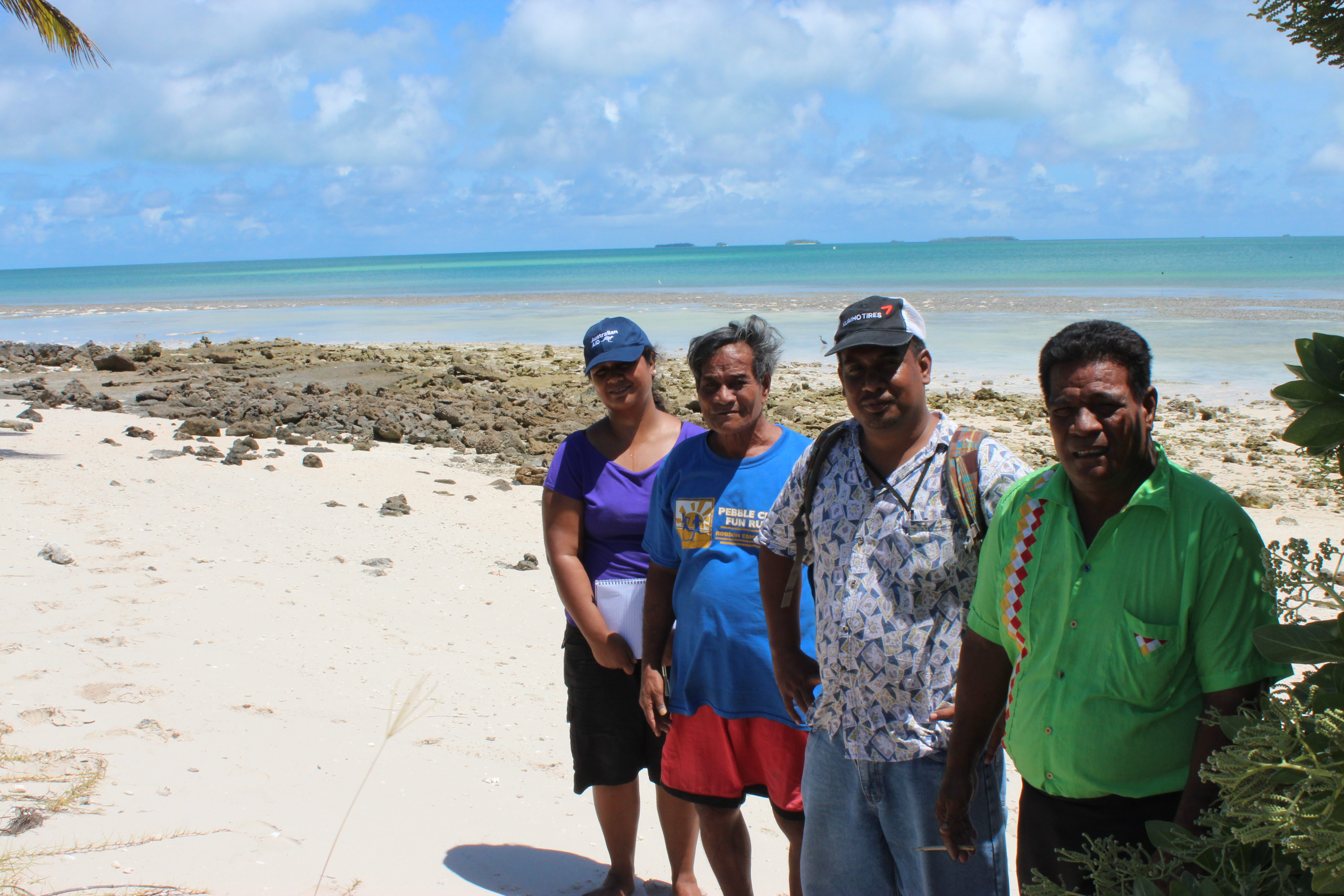
O Governo do Kiribati está a abordar as ameaças das alterações climáticas para o Kiribati, no âmbito do Programa de Adaptação do Kiribati. As nações insulares do Pacífico são particularmente vulneráveis à subida do nível do mar.

A migração pode ser vista como adaptação: as pessoas podem gerar mais rendimento, diversificar os meios de subsistência e espalhar o risco climático. Isso contrasta com dois outros quadros em torno da migração e da alteração ambiental: a migração como uma questão de direitos humanos e a migração como uma questão de segurança. No quadro dos direitos humanos, as implicações normativas incluem o desenvolvimento de estruturas de proteção para os migrantes, enquanto o aumento da segurança nas fronteiras pode ser uma implicação de enquadrar a migração como uma questão de segurança nacional. Às vezes, essas abordagens são combinadas para o desenvolvimento de soluções (leis e políticas) que visam ser viáveis, levando em consideração as preocupações nacionais, e de acordo com os direitos humanos. Além disso, também pode haver aspetos económicos da migração – altos níveis de migração e emigração de trabalhadores qualificados – que os tomadores de decisão no país de acolhimento – distante ou próximo – e no país de origem podem considerar. Vice-versa, as alterações climáticas também podem exacerbar a insegurança económica ou a instabilidade política como causas de migração além das temperaturas e eventos meteorológicos extremos.
Os potenciais migrantes muitas vezes precisam de acesso a capital social e financeiro, como redes de apoio no destino escolhido e os fundos ou recursos físicos para se poderem deslocar. A migração é frequentemente a última resposta adaptativa que os agregados familiares terão quando confrontados com fatores ambientais que ameaçam os seus meios de subsistência, e recorrem principalmente quando outros mecanismos para lidar com a situação não são bem sucedidos.
Os eventos de migração são multicausais, sendo o ambiente apenas um fator entre muitos. Muitas discussões sobre migração são baseadas em projeções, enquanto relativamente poucas usam dados de migração atuais. A migração relacionada com eventos súbitos como furacões, chuvas fortes, inundações e deslizamentos de terra geralmente é de curta distância, involuntária e temporária. Eventos de impacto lento, como secas e temperaturas que aumentam lentamente, têm efeitos mais mistos. As pessoas podem perder os meios para migrar, levando a uma diminuição líquida da migração. A migração que ocorre é vista como voluntária e economicamente motivada.
O foco nas alterações climáticas como tema pode enquadrar o debate em torno da migração em termos de projeções, tornando a pesquisa especulativa. A migração como ferramenta para a adaptação às alterações climáticas deverá ser uma questão mais premente na próxima década. Em África, especificamente, as redes sociais de migrantes podem ajudar a construir capital social para aumentar a resiliência social nas comunidades de origem e desencadear inovações em todas as regiões por meio da transferência de conhecimento, tecnologia, remessas e outros recursos.
Em África, Moçambique e o Zimbabué são exemplos claros de estratégias de adaptação porque implementaram políticas de realojamento que reduziram a exposição de populações e migrantes a desastres. Ferramentas podem ser postas em prática para limitar o deslocamento forçado após um desastre; promover programas de emprego, mesmo que temporários, para deslocados internos ou estabelecer planos de financiamento para garantir a sua segurança; minimizar a vulnerabilidade das populações das áreas de risco. Isso pode limitar os deslocamentos causados por choques ambientais e canalizar melhor as repercussões positivas (transferências de dinheiro, experiências, etc.) da migração para os países/comunidades de origem.
A realocação dos efeitos das alterações climáticas tem sido cada vez mais trazida à tona ao longo dos anos a partir dos constantes efeitos crescentes das alterações climáticas no mundo. As casas costeiras nos EUA estão em perigo com as alterações climáticas, o que está a levar os moradores a mudarem-se para áreas menos afetadas. As inundações nas zonas costeiras e a seca têm sido as principais razões para a deslocalização.
Os migrantes climáticos são um subconjunto de migrantes ambientais que foram forçados a fugir "devido a alterações súbitas ou graduais no ambiente natural relacionadas a pelo menos um dos três impactos das alterações climáticas: aumento do nível do mar, eventos climáticos extremos e seca e escassez de água ." As alterações climáticas são frequentemente descritas como um multiplicador de ameaças que agrava as crises ao longo do tempo e do espaço. O Pacto Global das Nações Unidas sobre Refugiados afirma que “embora não sejam em si causas dos movimentos de refugiados, o clima, a degradação ambiental e os desastres naturais interagem cada vez mais com os impulsionadores dos movimentos de refugiados.” Ainda assim, a migração climática está relacionada a questões de instabilidade política, conflito e segurança nacional. Primeiro, as pessoas deslocadas podem ser realojadas para regiões geograficamente vulneráveis aos impactos das alterações climáticas. Em segundo lugar, há efeitos de curto e longo prazo das alterações climáticas. O impacto cumulativo dos efeitos de longo prazo pode levar a conflitos políticos, insurreições, pobreza e outras disparidades socioeconómicas.

#### De ecossistemas
A migração assistida é o ato de mover plantas ou animais para um habitat diferente. O habitat de destino pode ou não ter abrigado anteriormente a espécie; o único requisito é que o habitat de destino deve fornecer os requisitos bioclimáticos para sustentar as espécies. O objetivo da migração assistida é remover as espécies de um ambiente ameaçador e dar-lhes a hipótese de sobreviver e se reproduzirem num ambiente que não represente uma ameaça existencial para a espécie.
Nos últimos anos, a migração assistida tem sido apresentada como uma solução potencial para a crise das alterações climáticas que mudou os ambientes mais rapidamente do que a seleção natural se consegue adaptar. Embora a migração assistida tenha o potencial de permitir que espécies com pouca capacidade de dispersão natural evitem a extinção, também provocou intenso debate sobre a possibilidade de introdução de espécies e doenças invasoras em ecossistemas anteriormente saudáveis. Apesar desses debates, cientistas e gestores de terras já iniciaram o processo de migração assistida de algumas espécies.
No contexto norte-americano, a migração assistida é mais frequentemente discutida no contexto da relocalização das florestas do continente. No final dos anos 2000 e início dos anos 2010, as províncias canadianas de Alberta e Colúmbia Britânica modificaram as suas diretrizes de replantação de árvores para levar em conta o movimento para o norte das áreas ideais da floresta. A Colúmbia Britânica até deu luz verde para a realocação de uma única espécie, o larício ocidental, 1000 quilómetros para norte.

### Seguros
Os seguros espalham o impacto financeiro de inundações e outros eventos meteorológicos extremos. Embora possa ser preferível adotar uma abordagem proativa para eliminar a causa do risco, a compensação reativa pós-dano pode ser usada como último recurso. O acesso ao resseguro pode ser uma forma de aumentar a resiliência das cidades. Onde há falhas no mercado de seguros privados, o setor público pode subsidiar prémios. Um estudo identificou questões-chave de equidade para considerações de política:
- Transferir o risco para o erário público não reduz o risco geral
- Os governos podem distribuir o custo das perdas ao longo do tempo em vez do espaço
- Os governos podem forçar os proprietários de casas em áreas de baixo risco a subsidiar os prémios de seguro daqueles em áreas de alto risco
- O subsídio cruzado é cada vez mais difícil para as seguradoras do setor privado que operam num mercado competitivo
- Os governos podem tributar as pessoas para pagar pelo desastre de amanhã.

Seguros subsidiados pelo governo, como o Programa Nacional de Seguro contra Enchentes dos EUA, são criticados por fornecer um incentivo perverso para desenvolver propriedades em áreas perigosas, aumentando assim o risco geral. Sugere-se também que o seguro pode minar outros esforços para aumentar a adaptação, por exemplo, por meio da proteção e resiliência no nível da propriedade. Esse efeito comportamental pode ser combatido com políticas apropriadas de uso do solo que limitem novas construções onde os riscos climáticos atuais ou futuros são percebidos e/ou encorajem a adoção de códigos de construção resilientes para mitigar possíveis danos.

## Opções de adaptação institucional

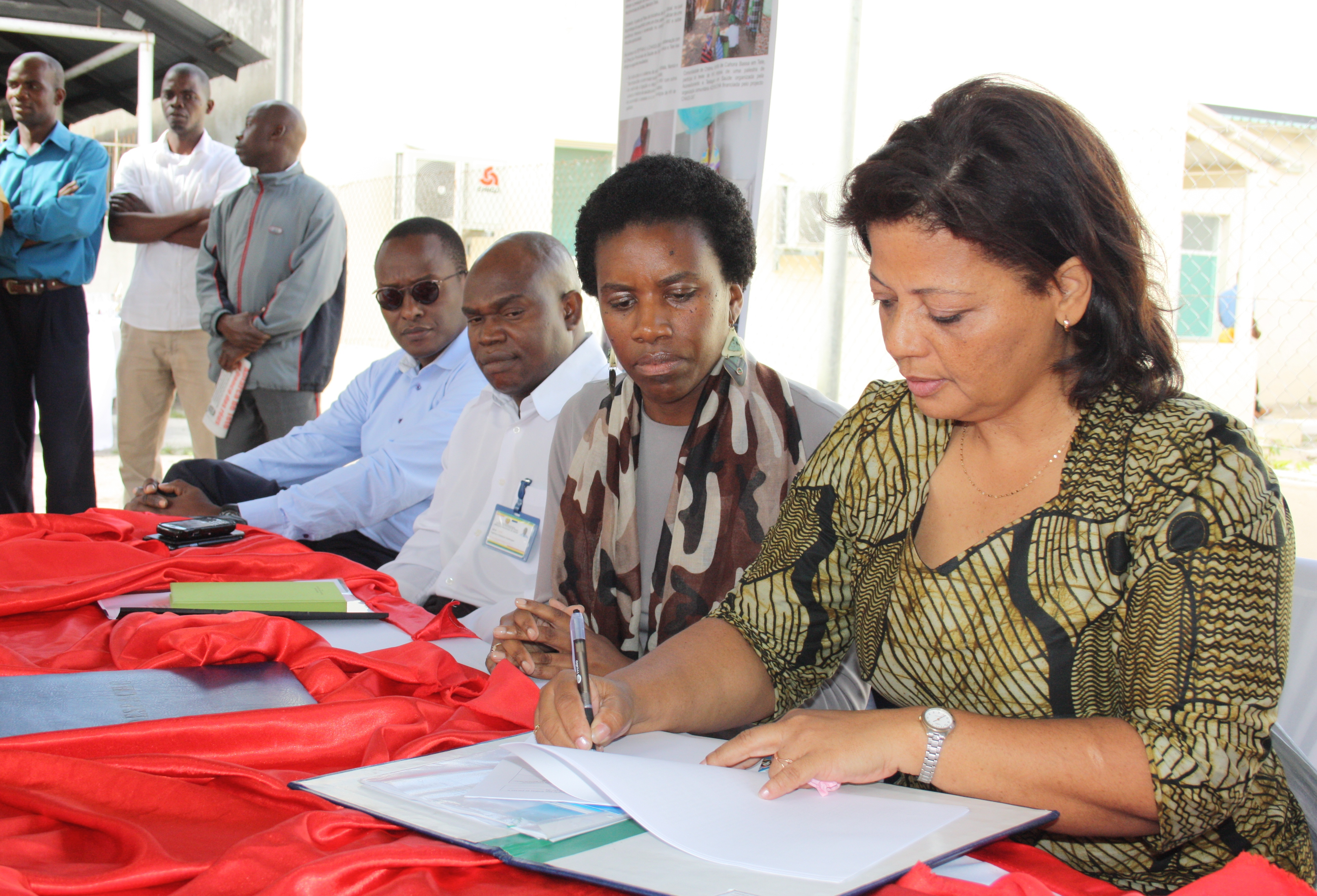
Lançamento do Projeto de Adaptação da Cidade Costeira em Quelimane, Moçambique

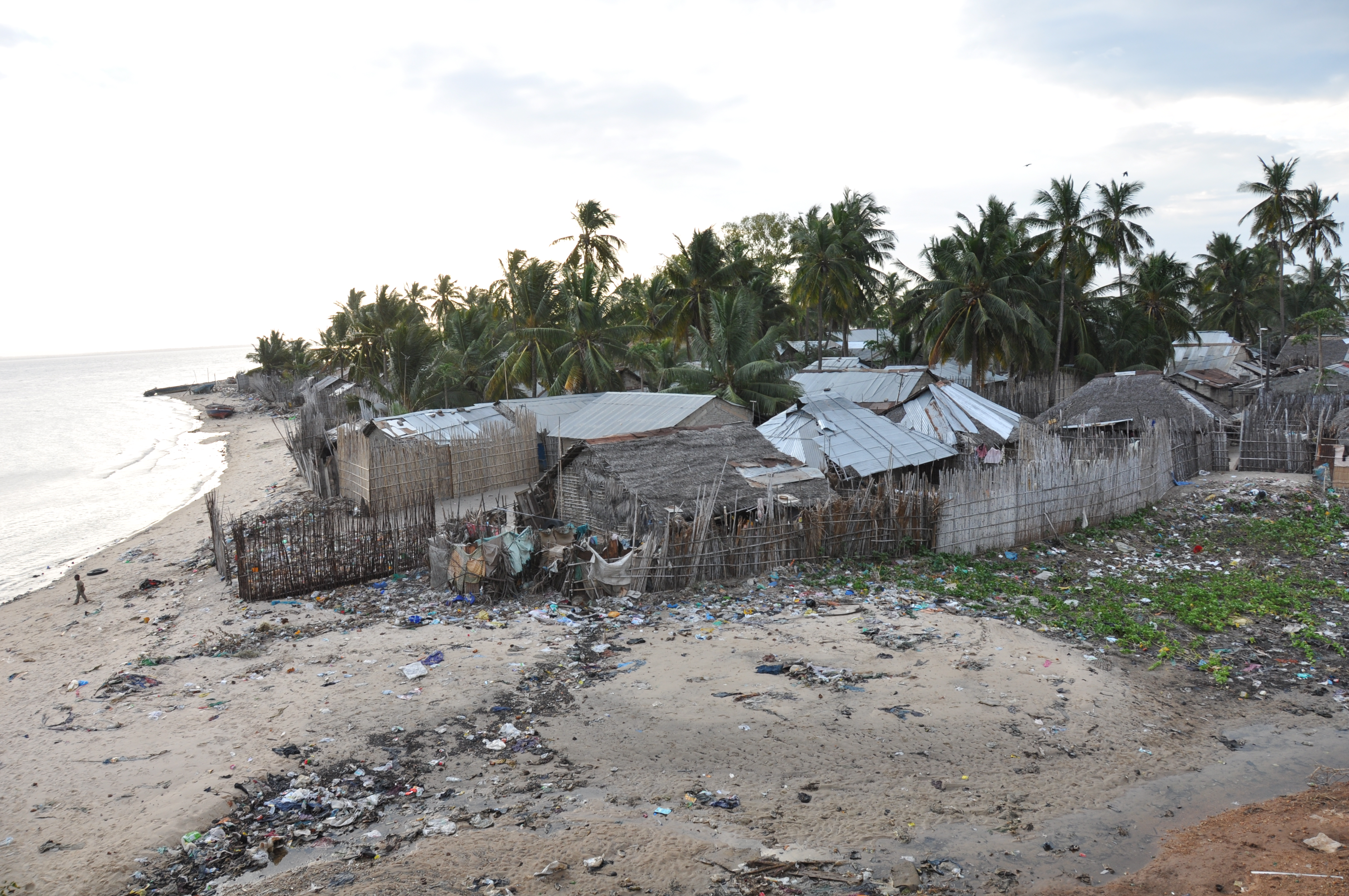
Projecto de Adaptação da Cidade Costeira, na cidade de Quelimane, Moçambique. Vai melhorar a preparação de Quelimane para eventos como inundações, erosão, subida do nível do mar e outros eventos relacionados com o tempo e o clima

As políticas foram identificadas como ferramentas importantes para integrar questões de adaptação às alterações climáticas. Ao nível nacional, as estratégias de adaptação podem ser encontradas nos Planos de Ação Nacionais (NAPS, na sigla em inglês) e no Programa de Ação Nacional de Adaptação (NAPA, nos países em desenvolvimento), e/ou nas políticas e estratégias nacionais sobre alterações climáticas. Estes estão em diferentes níveis de desenvolvimento em diferentes países.
Cidades, estados e províncias muitas vezes têm responsabilidade considerável no planeamento do uso do solo, saúde pública e gestão de desastres. Alguns começaram a tomar medidas para se adaptarem às ameaças intensificadas pelas alterações climáticas, como inundações, incêndios florestais, ondas de calor e subida do nível do mar.

### Princípios para uma política eficaz
A política adaptativa pode ocorrer na escala global, nacional ou local, com resultados dependentes da vontade política nessa zona. Scheraga e Grambsch identificam nove princípios a serem considerados ao projetar a política de adaptação, incluindo os efeitos das alterações climáticas que variam por região, demografia e eficácia. Scheraga e Grambsch deixam claro que a política de alterações climáticas é impedida pelo alto nível de variação em torno dos impactos das alterações climáticas, bem como pela natureza diversa dos problemas que enfrentam. James Titus, gestor de projeto para a subida do nível do mar da Agência de Proteção Ambiental dos EUA, identifica os seguintes critérios que os formuladores de políticas devem usar na avaliação das respostas ao aquecimento global: eficiência económica, flexibilidade, urgência, baixo custo, equidade, viabilidade institucional, recursos únicos ou críticos, saúde e segurança, consistência e setor privado versus setor público.
A adaptação pode mitigar os impactos adversos das alterações climáticas, mas incorrerá em custos e não evitará todos os danos. O IPCC aponta que muitos efeitos adversos das alterações climáticas não são mudanças nas condições médias, mas mudanças na variação ou nos extremos das condições. Por exemplo, o nível médio do mar num porto pode não ser tão importante quanto a altura da água durante uma maré de tempestade (que causa inundações); a precipitação média numa área pode não ser tão importante quanto a frequência com que secas severas e eventos extremos de precipitação se tornam. Além disso, políticas adaptativas eficazes podem ser difíceis de implementar porque os formuladores de políticas são mais recompensados por implementar mudanças de curto prazo, em vez de planeamento de longo prazo. Como os impactos das alterações climáticas geralmente não são vistos no curto prazo, os formuladores de políticas têm menos incentivo para agir. Além disso, as alterações climáticas estão a ocorrer na escala global, levando a políticas globais e esforços de investigação, como o Acordo de Paris e investigação por meio do IPCC, criando uma estrutura global para adaptação e combate às alterações climáticas. A grande maioria das políticas de adaptação e mitigação das alterações climáticas está a ser implementada numa escala mais local porque as diferentes regiões devem-se adaptar de forma diferente e porque as políticas nacionais e globais são muitas vezes mais difíceis de implementar.

## Custos
Os custos económicos da adaptação às alterações climáticas provavelmente custarão milhares de milhões de dólares anualmente nas próximas décadas, embora a quantidade exata de dinheiro necessária seja desconhecida. Além dos custos diretos associados à adaptação, há também um custo indireto decorrente do desvio de recursos do capital produtivo para o capital adaptativo (conhecido como efeito do investimento adaptativo). O desafio da adaptação cresce com a magnitude e o ritmo das alterações climáticas. Mesmo a mitigação das alterações climáticas mais eficaz por meio da redução das emissões de gases de efeito de estufa (GEE) ou remoção aprimorada desses gases da atmosfera (através de sumidouros de carbono) não impediria novos impactos das alterações climáticas, tornando inevitável a necessidade de adaptação e a lacuna de adaptação está a crescer.
Uma extensa literatura de investigação avalia opções para respostas ao aquecimento global. Grande parte dessa literatura aborda os custos económicos potenciais associados a diferentes estratégias. O Banco Asiático de Desenvolvimento tem uma série de estudos sobre a Economia das Alterações Climáticas na região da Ásia-Pacífico. Esses estudos fornecem análises de custo de medidas de adaptação e mitigação. O WEAP (sistema de avaliação e planeamento da água) auxilia investigadores e planeadores de recursos hídricos na avaliação de impactos e adaptações às alterações climáticas. O Portal de Adaptação às Alterações Climáticas do Programa das Nações Unidas para o Desenvolvimento inclui estudos sobre adaptação às alterações climáticas em África, Europa e Ásia Central, e Ásia e Pacífico.
Além dos custos diretos associados aos gastos com adaptação e mitigação, há também investigações que indicam o custo associado ao desvio de recursos de fontes produtivas para esses propósitos de adaptação. Tal desvio é denominado efeito de investimento adaptativo (AIE, na sigla em inglês) e as evidências sugerem que o impacto do investimento no crescimento económico é reduzido em cerca de 30% em áreas que investem fortemente em tecnologias adaptativas.

### Finança Internacional
A Convenção-Quadro das Nações Unidas sobre Alterações Climáticas, nos termos do Artigo 11, incorpora um mecanismo financeiro para países em desenvolvimento partes para apoiá-los na adaptação. Até 2009, existiam três fundos no âmbito do mecanismo financeiro da UNFCCC. O Fundo Especial para Alterações Climáticas (SCCF) e o Fundo para os Países Menos Desenvolvidos (LDCF) são administrados pelo Fundo Global para o Meio Ambiente. O Fundo de Adaptação foi estabelecido como resultado de negociações durante a COP15 e a COP16 e é administrado pela seu próprio Secretariado. Inicialmente, quando o Protocolo de Quioto estava em operação, o Fundo de Adaptação era financiado por uma taxa de 2% sobre o Mecanismo de Desenvolvimento Limpo (MDL).
Na Cimeira de Copenhaga de 2009, as nações comprometeram-se com a meta de enviar 100 mil milhões de dólares (US$) por ano para os países em desenvolvimento para mitigação e adaptação às alterações climáticas até 2020. O Green Climate Fund foi criado em 2010 como um dos canais de mobilização desse financiamento climático. Na conferência de Paris de 2015, foi esclarecido que os 100 mil milhões de dólares (US$) por ano deveriam envolver uma divisão equilibrada entre mitigação e adaptação. Até dezembro de 2020, 100 mil milhões de dólares (US$) prometidos por ano não foram totalmente entregues, e a maior parte do financiamento dos países em desenvolvimento ainda estava direcionado à mitigação, com a adaptação recebendo apenas uma parcela de 21% do financiamento público fornecido em 2020.

#### Adicionalidade
Uma característica chave e definidora do financiamento internacional de adaptação é a sua premissa sobre o conceito de adicionalidade. Isso reflete as ligações entre o financiamento da adaptação e outros níveis de ajuda ao desenvolvimento. Muitos países desenvolvidos já fornecem assistência internacional aos países em desenvolvimento para enfrentar desafios como pobreza, desnutrição, insegurança alimentar, disponibilidade de água potável, endividamento, analfabetismo, desemprego, conflitos de recursos locais e menor desenvolvimento tecnológico. As alterações climáticas ameaçam exacerbar ou impedir o progresso na correção de alguns desses problemas preexistentes e cria novos problemas. Para evitar que os auxílios existentes sejam redirecionados, a adicionalidade refere-se aos custos extras de adaptação.
As quatro principais definições de adicionalidade são:
1. Financiamento climático classificado como ajuda, mas adicional à meta de 0,7% da APD de 0,7%;
2. Aumento da Assistência Oficial ao Desenvolvimento (ODA) do ano anterior gasto na mitigação das mudanças climáticas;
3. Níveis crescentes da APD que incluem financiamento de alterações climáticas, mas onde é limitado a uma porcentagem especificada; e
4. Aumento do financiamento climático não ligado à APD.

Uma crítica à adicionalidade é que ela encoraja os negócios como de costume que não levam em conta os riscos futuros das alterações climáticas. Alguns defensores propuseram, assim, integrar a adaptação às alterações climáticas nos programas de redução da pobreza.
De 2010 a 2020, a Dinamarca aumentou a sua ajuda à adaptação ao aquecimento global em 33%, de 0,09% do PIB para 0,12% do PIB, mas não por adicionalidade. Em vez disso, a ajuda foi subtraída de outros fundos de assistência externa. Politiken escreveu: "A assistência climática é tirada dos mais pobres".

## Desafios

### Escalas de tempo diferentes
A adaptação pode ocorrer em antecipação à mudança (adaptação antecipatória) ou ser uma resposta a essas mudanças (adaptação reativa). Por exemplo, a produção de neve artificial nos Alpes europeus responde às tendências climáticas atuais, enquanto que a construção da Ponte da Confederação no Canadá numa altitude mais alta leva em consideração o efeito da futura subida do nível do mar na passagem desobstruída de navios sob a ponte.

### Desadaptação
Muita adaptação ocorre em relação à variabilidade climática de curto prazo, no entanto, isso pode causar má adaptação às tendências climáticas de longo prazo. Por exemplo, a expansão da irrigação no Egito no deserto do Sinai Ocidental após um período de fluxos fluviais mais altos é uma má adaptação quando vista em relação às projeções de longo prazo de seca na região. Adaptações numa escala também podem criar externalidades noutra, reduzindo a capacidade adaptativa de outros atores. Este é frequentemente o caso quando avaliações amplas dos custos e benefícios da adaptação são examinadas em escalas menores e é possível ver que, embora a adaptação possa beneficiar alguns atores, ela tem um efeito negativo sobre outros.

### Estratégias tradicionais de enfrentamento
As pessoas sempre se adaptaram às alterações climáticas e já existem algumas estratégias de sobrevivência comunitárias, por exemplo, mudar as épocas de semeadura ou adotar novas técnicas de economia de água. O conhecimento tradicional e as estratégias de enfrentamento devem ser mantidos e fortalecidos, caso contrário, a capacidade adaptativa pode ser enfraquecida à medida que o conhecimento local do ambiente é perdido. O fortalecimento dessas técnicas locais e a sua construção também tornam mais provável a adoção de estratégias de adaptação, pois cria mais propriedade e envolvimento da comunidade no processo. Em muitos casos, isso não será suficiente para se adaptarem a novas condições que estão fora do alcance daquelas experimentadas anteriormente, e novas técnicas serão necessárias. As adaptações incrementais que foram implementadas tornam-se insuficientes à medida que as vulnerabilidades e os riscos das alterações climáticas aumentam, o que causa a necessidade de adaptações transformacionais que são muito maiores e mais caras. Os atuais esforços de desenvolvimento estão cada vez mais focados na adaptação às alterações climáticas com base na comunidade, buscando aprimorar o conhecimento local, a participação e a apropriação das estratégias de adaptação.

## Sinergias com mitigação
O Grupo de Trabalho II do IPCC, a Academia Nacional de Ciências dos Estados Unidos, o Gabinete de Redução de Riscos de Desastres das Nações Unidas e outros especialistas em política científica concordam que, embora seja importante mitigar a emissão de gases de efeito estufa, a adaptação aos efeitos do aquecimento global ainda será necessária.
Existem algumas sinergias e compromissos entre adaptação e mitigação. As medidas de adaptação geralmente oferecem benefícios de curto prazo, enquanto que a mitigação traz benefícios de longo prazo. Por vezes, ações relevantes para o clima podem apontar em direções diferentes. Por exemplo, o desenvolvimento urbano compacto pode levar à redução das emissões de gases de efeito de estufa nos transportes e na construção. Simultaneamente, pode aumentar o efeito de ilha de calor urbana, levando a temperaturas mais altas e aumentando a exposição, tornando a adaptação mais desafiadora.
As sinergias incluem os benefícios do transporte público tanto para a mitigação quanto para a adaptação. O transporte público tem menos emissões de gases de efeito estufa por quilómetro percorrido do que os carros. Uma boa rede de transportes públicos também aumenta a resiliência em caso de desastres: a evacuação e o acesso de emergência tornam-se mais fáceis. A redução da poluição do ar pelo transporte público melhora a saúde, o que, por sua vez, pode levar a uma maior resiliência económica, pois os trabalhadores saudáveis têm melhor desempenho.

## Objetivos globais
O Objetivo de Desenvolvimento Sustentável 13, que foi estabelecido em 2015, visa fortalecer a resiliência e as capacidades de adaptação dos países às questões relacionadas com o clima. Esse ajuste inclui muitas áreas como infraestrutura, agricultura e educação. O Acordo de Paris inclui várias disposições para a adaptação. Busca promover a ideia de responsabilidade global, melhorar a comunicação por meio do componente de adaptação das Contribuições Nacionalmente Determinadas e inclui um acordo para que os países desenvolvidos forneçam algum apoio financeiro e transferência de tecnologia para promover a adaptação em países mais vulneráveis.

## Por país
Um relatório das Nações Unidas de 2020 descobriu que, embora 72% dos países tivessem um instrumento de adaptação de alto nível – como um plano, política ou estratégia – relativamente poucos progrediram para a implementação tangível de projetos. Pelo menos não ao ponto de reduzir significativamente o risco climático a que as suas populações estão expostas.

## Por cidade
Um relatório de maio de 2021 com base numa pesquisa de 812 cidades globais descobriu que, enquanto 93% relataram estar em risco das alterações climáticas, 43% não tinham um plano de adaptação e 41% das cidades não realizaram uma avaliação de risco e vulnerabilidade climática.